# Eugénio de Castro
Pour les articles homonymes, voir De Castro.
Eugénio de Castro (né le 4 mars 1869 à Coimbra – mort le 17 août 1944) est un poète portugais.

## Biographie
Le père d’Eugenio de Castro est un universitaire, qui a été responsable et doyen de la Faculté de Mathématiques de l'Université de Coimbra. Eugenio est lui-même étudiant à l’université de Coimbra où il termine des études de lettres (1885-1888). Ultérieurenent il deviendra professeur dans cette même université, après une brève carrière diplomatique. 
Eugénio Castro,  publie, à l'âge de 15 ans (1884) ses premiers livres de vers.
En 1889, au cours d’un séjour à Paris, il découvre la nouvelle littérature et en particulier, les principaux textes théoriques du symbolisme.
Jean Moréas, à la faveur du « Manifeste littéraire », qui paraît dans le Figaro du 18 septembre 1886.
Il fonde la revue Arte à Coimbra, en lien avec Louis-Pilate de Brinn’Gaubast et la revue L'Ermitage.

## Œuvres principales
- Cristalizações da Morte (1884)
- Canções de Abril (1884)
- Jesus de Nazareth (1885)
- Per Umbram (1887)
- Horas Tristes (1888)
- Oaristos (1890)
- Horas (1891)
- Sylva (1894)
- Interlúnio (1894)
- Belkiss (1894)
- Tirésias (1895)
- Sagramor (1895)
- Salomé e Outros Poemas (1896)
- A Nereide de Harlém (1896)
- O Rei Galaor (1897)
- Saudades do Céu (1899)
- Constança (1900)
- Depois da Ceifa (1901)
- A Sombra do Quadrante (1906)
- O Anel de Polícrates (1907)
- A Fonte do Sátiro (1908)
- O Cavaleiro das Mãos Irresistíveis (1916)
- Camafeus Romanos (1921)
- Tentação de São Macário (1922)
- Canções desta Negra Vida (1922)
- Cravos de Papel (1922)
- A mantilha de Medronhos (1923)
- A Caixinha das Cem Conchas (1923)
- Descendo a Encosta (1924)
- Chamas duma Candeia Velha (1925)
- Éclogas (1929)
- Últimos Versos (1938)

## Source
- (en) Cet article est partiellement ou en totalité issu de l’article de Wikipédia en anglais intitulé « Eugénio de Castro » (voir la liste des auteurs).

1. ↑  (pt) « Castro, Eugénio de, Coimbra, 1869 - Coimbra, 1944 », sur wiki.ued.ipleiria.pt, 18 mars 2014
2. ↑  Jean Cassou, Encyclopédie du symbolisme, Paris, Editions Aimery Somogy, 1988, p. 176
3. ↑  Illouz Jean-Nicolas, « Les manifestes symbolistes », Littérature n°139,‎ 2005, p. 93-113 (www.persee.fr/doc/litt_0047-4800_2005_num_139_3_1905)